# كورنيليوس فاندربلت الثالث
كورنيليوس فاندربلت الثالث (بالإنجليزية: Cornelius Vanderbilt III)‏ هو نجم اجتماعي وشخصية أعمال ومخترع أمريكي، ولد في 5 سبتمبر 1873 في نيويورك في الولايات المتحدة، وتوفي في 1 مارس 1942 في ميامي بيتش في الولايات المتحدة بسبب نزف مخي.